# Wspólne strategie
Wspólne strategie od 1 maja 1999 r. do 30 listopada 2009 r. stanowiły jeden instrumentów, za pomocą których Unia Europejska prowadziła wspólną politykę zagraniczna i bezpieczeństwa. Traktat lizboński, który wszedł w życie 1 grudnia 2009 r. nie wymienia wspólnych strategii pośród instrumentów prowadzenia WPZiB, jednak daje Radzie Europejskiej możliwość określania strategicznych kierunków prowadzenia polityki zagranicznej i bezpieczeństwa. Ponadto jeżeli wymaga tego sytuacja międzynarodowa, przewodniczący Rady Europejskiej może zwołać nadzwyczajne jej posiedzenie w celu określenia strategicznych kierunków polityki Unii w obliczu takiej sytuacji.  
Wspólne strategie zostały wprowadzone Traktatem amsterdamskim i miały służyć określaniu sposobów działania Unii w odniesieniu do określonych obszarów, gdzie państwa członkowskie miały ważne, wspólne interesy. Miały one określone cele, czas realizacji oraz wyznaczone środki finansowe, które musiały zapewnić Unia oraz państwa członkowskie. O konieczności przyjęcia wspólnych strategii decydowała Rada Unii Europejskiej, a realizację tego zadania zlecała Radzie Europejskiej, która przyjmowała je na zasadzie jednomyślności. Podczas ich realizacji część decyzji była podejmowana także na zasadzie większości kwalifikowanej.
Łącznie wypracowano trzy wspólne strategie: 12 maja 1999 r. odnośnie do Rosji, 11 grudnia 1999 r. odnośnie do Ukrainy i 19 czerwca 2000 r. odnośnie do regionu śródziemnomorskiego.

## Rosja
Pierwszą w historii wspólną strategię ustalono na szczycie UE w Kolonii 4 czerwca 1999 r. Została ona przyjęta na 4 lata, a w czerwcu 2003 r. przedłużona na następny rok, wygasła 24 czerwca 2004 r. Precyzowała ona cele unijnej polityki wobec Rosji:
- wzmacnianie demokracji i rządów prawa oraz roli publicznych instytucji w Rosji poprzez m.in. wsparcie tego kraju w wysiłkach na rzecz przestrzegania praw człowieka i zasad demokracji, rozwijanie społeczeństwa obywatelskiego, rozwój kontaktów międzykulturowych oraz wolnych mediów i organizacji pozarządowych, pomoc w rozwiązaniu problemu uchodźców migrujących wewnątrz Rosji, działania na rzecz uczynienia rosyjskiego wymiaru sprawiedliwości i systemu władzy bardziej przejrzystymi
- włączenie Rosji do europejskiego systemu gospodarczego poprzez pomoc doradczą odnośnie do polityki gospodarczej, wsparcie rosyjskiego przemysłu, rolnictwa i energetyki, wsparcie reform sektora bankowego oraz skoordynowanie unijnej polityki wobec Rosji odnośnie do finansów
- współdziałanie na rzecz europejskiego i światowego bezpieczeństwa poprzez rozwój wspólnych inicjatyw, zwiększania operacyjnej roli dialogu politycznego (poprzez m.in. nadanie dużych uprawnień wysokiemu przedstawicielowi do spraw wspólnej polityki zagranicznej i bezpieczeństwa), rozszerzenie współpracy w zakresie dyplomacji prewencyjnej, zmierzającej do zapobiegania konfliktom i handlu bronią, przez współpracę z Rosją dotyczącą opracowywania Europejskiej Karty Bezpieczeństwa i rozważenie warunkowego uczestnictwa Rosji w misjach prowadzonych przez Unię Zachodnioeuropejską oraz poprzez kontrolę zbrojeń i popieranie nuklearnego rozbrojenia
- współpraca w stawianiu czoła globalnym wyzwaniom: zapewnianie bezpieczeństwa energetycznego i nuklearnego, niszczenie zapasów broni chemicznej, ochrona środowiska i bezpieczne składowanie niebezpiecznych odpadów chemicznych i nuklearnych, walka z przestępczością, praniem brudnych pieniędzy, handlem ludźmi i narkotykami poprzez współpracę policyjną i sądową, rozwój regionalnej i transgranicznej współpracy z Rosją, w szczególności odnośnie do obwodu królewieckiego[4]

## Ukraina
Druga strategia została przyjęta 11 grudnia 1999 r. i dotyczyła Ukrainy. Podkreślała ona, że Unia dostrzega znaczenie powstania Ukrainy jako demokratycznego państwa i przywiązuje dużą wagę do jej proeuropejskiej orientacji. Strategia została przewidziana na 4 lata z możliwością dalszego jej przedłużenia. Określiła ona strategiczne cele, jakie UE stawia sobie wobec Ukrainy:
- wsparcie demokracji i wolnego rynku
- umacnianie bezpieczeństwa i stabilności w Europie i na świecie
- współpraca polityczna, w szczególności dotycząca zbliżania Ukrainy do Unii
- współpraca w zakresie wymiaru sprawiedliwości i spraw wewnętrznych
- współpraca gospodarcza
- współpraca kulturalna[5]

## Region śródziemnomorski
Wspólna strategia wobec regionu śródziemnomorskiego została przyjęta 19 czerwca 2000 r. na szczycie w Feira, jednak jej przygotowanie Rada Europejska zaleciła półtora roku wcześniej, podczas spotkania w Wiedniu w grudniu 1998 r. Strategia deklarowała chęć UE do rozwijania wzajemnych kontaktów na zasadzie partnerstwa i dążenia do realizacji postanowień Partnerstwa Eurośródziemnomorskiego. Unia zapowiedziała działania na rzecz pokoju na Bliskim Wschodzie, m.in. ustalenie Eurośródziemnomorskiej karty pokoju i stabilności. Wspólna strategia ustalała cele UE wobec regionu śródziemnomorskiego:
- rozwój gospodarczy regionu
- stworzenie obszaru pokoju i stabilności
- promocja demokracji, praw człowieka i rządów prawa
- ustanowienie partnerstwa społeczno-kulturalnego
- pomoc partnerom z regionu w liberalizacji handlu, transformacji gospodarczej i zwiększeniu atrakcyjności inwestycyjnej
- współpraca w zakresie wymiaru sprawiedliwości i spraw wewnętrznych
- zwalczanie rasizmu, ksenofobii i nietolerancji

Realizację postanowień strategii powierzono różnym organom. Wysoki przedstawiciel do spraw WPZiB, wspomagany przez specjalnego wysłannika ds. pokoju na Bliskim Wschodzie, miał wspierać prezydencję i Radę UE. Komisja Europejska i Rada UE miały dbać o spójność i efektywność unijnych działań. Wspólna strategia została ustalona na 4 lata. W listopadzie 2004 r. przedłużono ją, wygasła 23 stycznia 2006 r.